# Колпакский сельсовет
Колпа́кский сельсове́т — административно-территориальное образование и бывшее муниципальное образование со статусом сельского поселения в Гайском районе Оренбургской области.
Административный центр — село Колпакское.

## Население
| 2010 | 2012  | 2013  | 2014  | 2015  |
| ---- | ----- | ----- | ----- | ----- |
| 1358 | ↘1303 | ↘1266 | ↘1222 | ↘1206 |